# Lajos Dinnyés
Lajos Dinnyés (n. Alsódabas, Imperio austrohúngaro, 16 de abril de 1901 - f. Budapest, Hungría, 3 de mayo de 1961) fue un político húngaro del Partido de los Pequeños Propietarios que ejerció la jefatura del gobierno de su país como Primer ministro de Hungría entre 1947 y 1948, antes de la instauración del régimen comunista del Partido Socialista Obrero Húngaro, siendo, por lo tanto, el último Primer ministro democrático de la Segunda República Húngara.

## Biografía
Se convirtió en un miembro del Partido Agrario en 1929, y posteriormente se unió al Partido de los Pequeños Propietarios. Entre 1931 y 1939, fue miembro del parlamento húngaro representando a Alsódabas. Se casó en 1941, tuvo un puesto civil y sirvió por un corto plazo en el ejército. Regresó a la vida pública en 1945, cuando el Partido de los Pequeños Propietarios se reformó.
En marzo de 1947, fue nombrado ministro de Defensa en el gobierno de Ferenc Nagy, el líder de su partido democráticamente electo en 1945. Cuando los comunistas respaldados por el gobierno soviético obligaron al primer ministro a exiliarse el 30 de mayo de ese mismo año, Dinnyés fue designado como sucesor. En las elecciones del 31 de agosto de 1947, el Partido de los Pequeños Propietarios quedó en segundo lugar superado por los comunistas. Dinnyés permaneció en el cargo de primer ministro hasta 1948. Mientras Dinnyés dirigía nominalmente el gobierno, Rákosi sentó las bases del gobierno socialista mediante la nacionalización de las fábricas, bancos y escuelas religiosas. En diciembre de 1948, los comunistas usaron la emigración del tesorero Miklós Nyárádi como excusa para expulsar Dinnyés por completo y reemplazarlo con István Dobi quien declararía al país un estado socialista formalmente en 1949.
Más tarde se convirtió en el director de la Biblioteca Nacional de Agricultura y vicepresidente del Parlamento. Durante la revolución húngara de 1956 fue miembro de la Asamblea Nacional Provisional.